# 그라프 (기업)
그라프(Graff)는 영국 런던에 본사를 둔 다국적 보석상이다.그것은 1960년대 영국의 보석상 로렌스 그라프에 의해 설립되었다. 수직으로 통합된 그라프의 운영은 보석과 손목시계의 디자인, 제조, 소매 유통을 포함한다.

## 역사
그래프는 1960년 런던에서 '로렌스 그래프'(Laurence Graff)에 의해 설립되었다.

## 수상 내역
그래프는 1973년에 수여된 산업과 수출에 대한 여왕상(현재의 기업에는 여왕상)을 받은 최초의 보석상이었다.그 이후로, 그 회사는 이 상을 4번 더 받았고, 가장 최근에는 2014년에 수상했다. 퀸즈 어워드의 산업 및 수출 부문은 영국 기업에게 가장 높은 영예로 여겨진다. 이 상은 산업과 상업의 주요 대표들로 구성된 자문 위원회의 각 신청에 대한 철저한 검토 후에 국무총리의 조언에 따라 수여된다.

## 다이아몬드에 관해
그래프는 킴벌리 프로세스를 고수하며, 이것이 갈등이나 인간의 고통을 조장할 수 있는 지역에서 가공되지 않은 다이아몬드를 결코 고의로 구매하거나 거래하지 않는다. 그라프 다이아몬드의 대부분은 독특한 GIA(Gemological Institute of America) 추적 번호가 새겨진 레이저로, 육안으로는 보이지 않지만 기원을 추적할 수 있다. 그라프의 절단 및 연마 공정은 요하네스버그에서 그라프의 부서인 남아프리카 다이아몬드 코퍼레이션에 의해 수행된다.

## 주목할 만한 다이아몬드
윈저 옐로스 (The Windsor Yellows)는 1987년 제네바에서 윈저 공작부인 월리스 심슨의 보석을 경매하던 중 로렌스 그라프에 의해 인수되었다. 공작부인은 각각 51.01캐럿과 40.22캐럿의 화려한 노란색 배 모양의 다이아몬드 클립인 윈저 옐로우를 착용한 채 사진을 찍기도 했다. "저는 공작부인이 가지고 있던 클립도 하나 더 샀어요"라고 로렌스 그라프는 설명했다. "물론 그들의 잠재력을 최대한 끌어내기 위해 다시 자를 필요가 있었습니다. 저는 네 개를 모두 사서 다시 닦고 결국 윈저 귀걸이를 만들었습니다."라고 설명했다.
파라곤 다이아몬드는 1989년에 그라프에 의해 인수되었다. 파라곤은 절단된 137.82 ½ (27.564 g)의 7면 다이아몬드이다. 1999년 나오미 캠벨 (Naomi Campbell)은 "밀레니엄" 목걸이의 일부로 라운드, 핑크, 블루, 옐로우 다이아몬드를 착용했다.
레소토 프로미스 (The Lesotho Promise)는 2006년 1240만 달러에 603 럿120 (120.6g)짜리 보석로 인수되었다. 이 돌은 35명으로 구성된 팀이 컴퓨터로 제어된 레이저를 사용하여 26개의 D-flawless 다이아몬드에 총 223.35 럿(44.670 g)의 다이아몬드로 잘라서 하나의 다이아몬드에서 가장 높은 산출량을 기록했다.2007년 7월 완성된 돌이 공개되었다. 이 다이아몬드에서 가장 큰 보석은 75-ℓ (15.0g)의 배 모양의 다이아몬드였고, 가장 작은 것은 0.55-ℓ (110mg)의 둥근 광택이었다. 총 26개의 돌은 거친 보석으로 만들어졌으며, 7개의 배 모양, 4개의 에메랄드 조각, 13개의 둥근 찬란함, 1개의 하트 모양으로 만들어졌다. 완성된 보석은 총 224 럿 ( (44.8 g)이다.
레생 레거시 다이아몬드 (The Letseng Legacy)는 2008년 레소토 프로미스 레생 다이아몬드 광산과 같은 광산에서 발굴되었으며 총 493ct이다. 1040만 달러에 그라프에 의해 인수된 그들은 하나의 거친 돌에서 총 231.67 ct의 다이아몬드 20개를 생산했다.
비텔스바흐-그래프 다이아몬드 (The Wittelsbach-Graff)는 로렌스 그라프가 2008년 1640만 파운드에 구매한 31.06ℓ (6.212g)의 고급 딥 블루 다이아몬드이다.
더 딜리어 선라이즈 (The Delaire Sunrise)는 118.08캐럿으로 세계에서 가장 큰 정사각형 에메랄드 조각인화려한 비비드 옐로우 컬러의 다이아몬드이다. 2008년 남아프리카의 한 충적 광산에서 발견된 221.81 캐럿의 가공되지 않은 다이아몬드이다. 로렌스 그라프가 완성된 다이아몬드를 공개했을 때, 그는 그것을 "델레어 선라이즈" (the Delaire Sunrise)라고 이름 지었다.
콘스텔레이션 (The Constellation)은 102.79 캐럿으로, 미국 보석학 협회에 의해 평가된 가장 큰 둥근 모양의 D 컬러의 내부 무결점 다이아몬드이다.
그라프 핑크 (The Graff Pink)는 2010년 11월 그라프에 인수되었다. 타입 IIa 분류와 변형된 에메랄드 컷 모양을 가진 분홍색 다이아몬드로, 이 다이아몬드는 이전에 60년 이상 개인 소장품에서 보관되었다. 그 다이아몬드는 25개의 자연적인 결함을 나타냈다. 23.88캐럿의 다이아몬드는 새로운 색상과 선명함, 그리고 내부의 흠잡을 데 없는 무결성을 보여주었다.
그라프 스위트하트 (The Graff Sweethearts)는 원래 196캐럿과 184캐럿의 무게가 나가는 가공되지 않은 다이아몬드 두 개였다. 커팅 후 51.53 ct 컬러의 무결점 타입 IIa와 50.76 ct 컬러의 무결점 타입 IIa를 생산했다.
술탄 압둘 하미드 2세 (The Sultan Abdul Hamid I)는 1981년 그라프가 인수한 70.54 캐럿의 라이트 옐로우 색이다. 이 돌은 원래 술레이만 대왕의 소유였던 오스만 1세에게서 나온 것으로 추정된다.
그라프 레세디 라 로나 (The Graff Lesedi La Rona)는 302.37캐럿 D 컬러의 선명도가 높은 에메랄드 컷 다이아몬드이다. 2017년 그라프가 사들인 레세디 라 로나(Lesedi La Rona)에서 잘라낸 메인 스톤이다. 거친 돌을 자르는 과정에서도 66개의 작은 돌들이 나왔다. 그라프에 따르면, 이 돌은 "미국 보석학 연구소(GIA)가 등급을 매긴 가장 높은 선명도, 가장 높은 색상의 다이아몬드"라고 한다.

## 공작 브로치
부채꼴 모양의 꼬리 깃털이 장식된 공작 모양을 한 이 다이아몬드 브로치는 색상의 다이아몬드를 모은 것이 특징이다. 총 120.81캐럿의 다이아몬드가 높이가 10cm가 조금 넘는 브로치를 장식하고 있다.
이 작품의 가격은 1억 달러이다. 브로치의 중심에는 20.02캐럿의 짙은 파란색 배 모양의 다이아몬드가 있다. 이 작품은 또한 뒷면에 추가적인 걸쇠가 있어 파란색 다이아몬드 중앙 조각을 제거하고 두 가지 방식으로 착용할 수 있다.

## 상점들
그라프는 뉴욕, 라스베이거스, 멜버른, 몬테카를로, 쿠르치벨, 키이우, 베이징, 타이페이 등 전 세계에 50개 이상의 매장을 보유하고 있다.
그라프는 런던, 뉴욕, 제네바, 홍콩, 도쿄에 지사를 두고 있다.

## 그래피티 잡지
2009년에 창간된 그라피티 잡지 "Graffiti"는 영어 및 중국어 간체로 전 세계에 배포되고 있다.

## 세간의 이목을 끄는 강도
그래프는 몇몇 유명한 강도들의 표적이 되어왔다.
1980년 시카고에서 권총과 수류탄으로 무장한 갱단 두 명이 슬론 스트리트 구내에서 150만 파운드 상당의 보석을 훔쳤다. 마피오시 조셉 스칼리즈 (Mafiosi Joseph Scalise) 와 아서 레이첼 (Arthur Rachel)은 11시간 뒤 미국에서 체포돼 영국으로 송환돼 9년 동안 재판을 받고 유죄 판결을 받았다. 그들의 수송품에는 말버러 다이아몬드의 26캐럿이 포함되어 있었는데, 당시 40만 파운드의 가치가 있었다.
1993년, 회사의 해튼 가든 작업장에서 7백만 파운드에 달하는 보석들을 도둑맞았다. 이 강도는 베드포드 라스칼 밴 때문에 라스칼 갱으로 알려진 무장 강도들의 소행으로 여겨졌다.
2003년, 뉴 본드 스트리트는 핑크 팬서스 국제 보석 도둑 네트워크의 두 명의 남자에 의해 2300만 파운드 상당의 보석 47점을 도난당했다.
2005년, 세 명의 무장 강도들이 슬론 스트리트 구내에서 2백만 파운드 상당의 보석을 훔쳤다.
2007년, 벤틀리 컨티넨탈 플라잉 스퍼(Bentley Continental Flying Spur)가 운전기사를 태우고 슬론 스트리트 구내에 도착한 두 명의 강도가 총으로 직원을 위협하고 1,000만 파운드 상당의 보석을 훔쳤다. 같은 해, 두바이 와피 시티의 그라프 구내에서는 아우디 A8 차량 2대를 동원하여 다시 핑크 팬더스의 표적이 되었다. 1470만 파운드(약 240만 파운드) 상당의 가치의 금액이 압수되었지만, 나중에 세르비아인 두 명이 체포되면서 회수되었다.
2009년 8월 6일 그라프 다이아몬드 강도 사건 당시, 무장 강도들은 43개의 물품을 훔쳤으며, 총 금액은 거의 4천만 파운드에 달했다. 이는 당시 영국에서 가장 큰 보석 강탈이자 2006년 켄트의 세큐리타스 창고에 대한 5300만 파운드의 약탈에 이어 두 번째로 큰 강도 사건이다.